# Maria Zankovetska
Maria Konstantinovna Zankovetska (Oekraïens: Марія Костянтинівна Заньковецька) (Zanki (Gouvernement Tsjernigov), 23 juli 1854 – Kiev, 4 augustus 1934) was een Oekraïens actrice. 
Zankovetska studeerde aan de Chernihiv privé-school, en aan het Conservatorium van Helsinki. Ze is een van de oprichters van het Oekraïens nationaal theater. Haar eerste rol was die van Natalka in het stuk Natalka Poltavka van Ivan Kotljarevski.
In Lviv is het Maria Zankovetska-theater naar haar vernoemd.
Zankovetska ligt begraven op de Bajkove-begraafplaats.

## Prijzen
- Volkskunstenaar van de Oekraïense SSR, 1922

- Gemeinsame Normdatei: 121536270
- International Standard Name Identifier: 0000 0000 2250 979X
- Library of Congress Control Number: n83035090
- Nationale Bibliotheek van Tsjechië: js20211113315
- Virtual International Authority File: 20540149
- WorldCat: E39PBJmp8HvhKVTH4749tHwt8C